# Zeitschrift für Erziehungswissenschaft
Die Zeitschrift für Erziehungswissenschaft (ZfE) ist eine Fachzeitschrift für Erziehungswissenschaft mit Peer-Review-Verfahren. Die Zeitschrift erschien seit 1998 vierteljährlich im Verlag Leske und Budrich, seit 2004 im VS Verlag für Sozialwissenschaften (Springer VS, ein Teil von Springer Nature). Seit 2018 werden sechs Hefte pro Jahr (gedruckt und online) herausgegeben. Bis 2013 erschienen zusätzlich in unregelmäßigen Abständen Sonderhefte mit Schwerpunktthemen. Seit 2015 geben stattdessen die Herausgeber der Zeitschrift eine Buchreihe „Edition ZfE“ heraus.
Seit 2007 wird die ZfE im Social Sciences Citation Index (SSCI) gelistet und nimmt dort einen der vorderen Plätze im Vergleich der deutschsprachigen erziehungswissenschaftlichen Zeitschriften ein.

## Inhalte, Ausrichtung
In der ZfE werden Beiträge über Forschungsergebnisse aus Erziehungswissenschaft und Bildungsforschung sowie relevanten Nachbardisziplinen veröffentlicht. Gegenstand sind erziehungs- und bildungsrelevante Fragen im „gesamte(n) Lebenslauf des Menschen“. Ziel ist die Verbreitung von theoretisch und empirisch fundiertem Wissen über Erziehung und Bildung. Die Zeitschrift ist interdisziplinär und international ausgerichtet.
Die Heftstruktur der ZfE sieht neben einem „Allgemeinen Teil“, in dem frei eingereichte Beiträge publiziert werden, einen großen oder zwei kleinere Themenschwerpunkte vor. Aufgrund der großen Zahl von Einreichungen werden in jedem Jahr auch Hefte ohne Themenschwerpunkt publiziert. In Ausnahmefällen veröffentlicht die ZfE auch Sammel-Rezensionen.
Thementeile werden bisweilen mit einem Stichwort-Beitrag eingeleitet, in dem über Hintergründe, Diskurse und den Forschungsstand zum Schwerpunktthema informiert wird. Der Thementeil enthält vorrangig einschlägige empirische oder theoretische Originalbeiträge.
Der Allgemeine Teil enthält Beiträge aus allen erziehungswissenschaftlichen Themenfeldern und Fachrichtungen – wie Allgemeine Pädagogik, Sozialpädagogik, Sonderpädagogik, Erwachsenenbildung, Vergleichende Erziehungswissenschaft, Schulpädagogik, Psychologie, Soziologie, Ökonomie und Fachdidaktiken.
Alle Beiträge durchlaufen ein anonymes Double-blind-peer-review-Verfahren nach internationalen Standards.
In seltenen Fällen publiziert die ZfE auch Diskurse zu Kontroversen. Zu einem dedizierten Positionsbeitrag werden dann Repliken aufgenommen.

## Organisation
Das ZfE-Herausgeberteam setzt sich aus Experten unterschiedlicher Themenfelder und Bezugsdisziplinen zusammen. Neben gut 20 aktiven Herausgebern werden auch mittlerweile im Ruhestand befindliche Senior Editors eingebunden.
Die geschäftsführende Schriftleitung lag in der Gründungsphase bei Dieter Lenzen. Von 2010 bis 2014 wurde sie von Harm Kuper übernommen. 2014 bis 2017 oblag sie Ingrid Gogolin. Seit 2017 ist Marcus Hasselhorn geschäftsführender Herausgeber. Zur Schriftleitung gehören neben dem geschäftsführenden Herausgeber vier weitere Mitglieder; seit 2023 sind dies: Rebecca Lazarides, Elmar Souvignier, Josef Schrader und Mirjam Steffensky. Die allgemeine redaktionelle Arbeit wird von einer hauptamtlichen Redakteurin übernommen.
Die Herausgeber treffen sich in der Regel einmal im Jahr, um die Planungen für die Hefte der kommenden zwei Jahre vorzunehmen, den Bericht der Geschäftsführung und des Verlags entgegenzunehmen und weitere Entwicklungen zu diskutieren und festzulegen.
Die ZfE hat einen international ausgerichteten Beirat, dessen Aufgaben insbesondere in der Beratung der Herausgeber sowie in der Begutachtung von Beiträgen ihres eigenen Spezialgebietes bestehen.

## Geschichte
Der Gründungsgedanke der ZfE entstand als Reaktion einer Reihe epochaler Entwicklungen im Erziehungs- und Bildungssystem sowie in den korrespondierenden Disziplinen. Es wuchs der Wunsch nach einem Publikationsorgan, in dem die unterschiedlichen Tendenzen konzentriert zur Darstellung gebracht werden können. 1996 begannen Vorgespräche zur Gründung einer neuen erziehungswissenschaftlichen Fachzeitschrift zwischen Dieter Lenzen, damals Professor an der Freien Universität Berlin, und Edmund Budrich, dem Verleger von Leske + Budrich, einem mittelständischen sozialwissenschaftlichen Verlag in Opladen. Beide wählten Wissenschaftler für das Herausgeberteam und den Beirat aus. Ziel der Gründung war, eine hohe Pluralität hinsichtlich der wissenschaftstheoretischen Orientierungen und bezüglich der Repräsentanz der Sub- und Nachbardisziplinen darzustellen. Die Konzeption der Zeitschrift wurde in einem ‘‘Exposé für eine Zeitschrift für Erziehungs- und Bildungswissenschaften‘‘ dargestellt. Dem Verlagsvertrag von 2. November 1996 traten die übrigen Gründungsherausgeber bei. Die Gründungsmitglieder (Jürgen Baumert, Hans-Peter Blossfeld, Ingrid Gogolin, Stephanie Hellekamps, Frieda Heyting, Heinz-Hermann Krüger, Dieter Lenzen, Meinert A. Meyer, Thomas Rauschenbach und Christoph Wulf) der Zeitschrift trafen sich erstmals am 8. Dezember 1996 in Hannover zur weiteren Planung. Die Zeitschrift erschien erstmals 1998 mit einem Heft zum Thema „Medien-Generation“.
Mittlerweile ist die ZfE in der Fachwelt etabliert. Seit 2007 wird sie im Social Sciences Citation Index gelistet und erreicht dort wiederkehrend Spitzenwerte im Feld der deutschsprachigen erziehungs- bzw. bildungswissenschaftlichen Zeitschriften. Zuletzt (2022) lag ihr Journal Impact Factor bei 1.4.

## Ausgezeichnete Beiträge
Zahlreiche ZfE-Beiträge sind durch wissenschaftliche Fachgesellschaften ausgezeichnet worden, insbesondere durch die Deutsche Gesellschaft für Erziehungswissenschaft (DGfE-Förderpreis). Ein Beitrag wurde mit dem Schweizer Preis für Bildungsforschung ausgezeichnet.
Seit 2018 führt die ZfE die Kategorie Editors‘ Choice und möchte damit herausragende Beiträge von Forschenden in frühen Phasen ihrer Karriere (jünger als 40 Jahre und ohne unbefristete Professur) honorieren. Die so ausgezeichneten Beiträge werden im Editorial eines der ersten Hefte des nächsten Jahres und auf der Website gewürdigt.

## ZfE-Foren
Seit ihrer Gründung veranstalten die Herausgeber einmal jährlich ein „ZfE-Forum“ zu einem aktuellen Thema der Erziehungswissenschaft und Bildungsforschung. Ausgewählte Experten werden eingeladen, vorbereitete Beiträge vor Ort zu präsentieren. Diese werden intensiv diskutiert und anschließend verschriftlicht. In der Regel werden sie dann dem üblichen peer review der ZfE unterzogen und ggf. entweder als Themenschwerpunkt in der Zeitschrift oder als Band in der Reihe „Edition ZfE“ publiziert.